# Тони Йебоа
Антони Йебоа, по-известен като Тони Йебоа (Anthony Yeboah, Tony Yeboah) е бивш ганайски футболист, роден на 6 юни 1966 (според други източници 1964) г. в Кумаси. Известен е с това, че след като преминава във ФК Саарбрюкен става вторият чернокож футболист в Бундеслегата. Считан е за един от най-добрите нападатели не само в Гана, но и в Африка. Два пъти става голмайстор на Първа Бундеслига. След края на състезателната си кариера основава мениджърска агенция и също така заедно с Абеди Пеле работи като съветник към Ганайския Футболен Съюз. Освен това със семейството си притежава два хотела - в Акра и Кумаси.

## Кариера
Сден като играе в три отбора в родината си (през 1986 и 1987 е голмайстор на първенството), през 1988 Йебоа преминава във втородивизионния германски ФК Саарбрюкен. През втория си сезон там той вкарва 17 гола и е харесан от Айнтрахт Франкфурт и през 1990 г. е закупен от този тим. Там бързо се превръща в любимец на публиката и се доказва като голмайстор, вкарвайки 68 гола в 123 мача. През сезони 1992/1993 и 1993/1994 става голмайстор на Бундеслигата, а отборът му финишира на четвърто (1990/1991) и два пъти трето (1991/1992 и 1992/1993) място. Той спечели златната обувка на Бундеслигата на два пъти, 1992-93 и 1993-94 , играейки за Айнтрахт Франкфурт.След разногласия с тогавашния треньор Юп Хайнкес звездите на отбора Йебоа, Джей Джей Окоча и Маурицио Гаудино са наказани да не тренират и играят за Айнтрахт. В началото на 1995 Йебоа напуска отбора в посока Лийдс Юнайтед. Феновете във Франкфурт и до днес обичат ганаеца, израз на тази обич например са фланелките с надпис Свидетелите на Йебоа (игра на думи със Свидетелите на Йехова).
Йебоа бързо оправдава сумата от 3,4 милиона паунда, платена за него – в първия си полусезон в Англия той вкарва 13 гола в 16 мача. Докато играе в Лийдс, Йебоа пропуска няколко срещи поради разбични контузии (някои получени пи време на мачове на националния отбор) и това е сред причините той да изпадне в немилост спрямо новия треньор на отбора Джордж Греъм. През 1997 Йебоа е продаден на Хамбургер. През времето, прекарано в Лийдс той се превръща в любимец на феновете. Негов гол срещу Уимбълдън и изпран за Гол на сезон 1995/1996 (последният в това видео). Той е и единственият играч, който печели класацията Гол на месеца в два последователни месеца. Не на последно място през 1996 той е избран за Играч на годината на Лийдс – първият неевропеец, сойто печели тази награда. Любопитен е и фактът, че измерената скорост на един негов шут е 154 км/ч.
За Хамбургер Йебоа изиграва 100 мача и вкарва 28 гола. Той е с основен принос за третото място на отбора през сезон 1999/2000 и влизането в Шампионската лига.
Тони Йебоа завършва кариерата си в катарския Ал Итихад, където играе под ръководството на австрийския треньор Йозеф Хикерсбергер.
За Гана има 59 мача с 26 гола и три участия на турнира за Купата на африканските нации през 90-те години на 20 век.

## Личен живот
Женен е и има две деца.  Неговите племенници Кевин и Обед Йебоа също са професионални футболисти. 

## Отличия
- Голмайстор на ганайската Висша лига: 1986, 1987
- Голмайстор на Първа Бундеслига: 1993 (20 гола, заедно с Улф Кирстен) и 1994 (18 гола, заедно с Щефан Кунц)
- Гол на сезона (1996) във английската Висша лига
- Играч на годината на Лийдс: 1996